# Kūr Bolāgh-e Yek
Kūr Bolāgh-e Yek (persiska: کور بلاغ یک) är en ort i Iran.   Den ligger i provinsen Kermanshah, i den västra delen av landet, 400 km väster om huvudstaden Teheran. Kūr Bolāgh-e Yek ligger 1 314 meter över havet och antalet invånare är 112.
Terrängen runt Kūr Bolāgh-e Yek är kuperad västerut, men österut är den platt.Runt Kūr Bolāgh-e Yek är det ganska tätbefolkat, med 185 invånare per kvadratkilometer. Närmaste större samhälle är Sarāb-e Nīlūfar, 7,2 km söder om Kūr Bolāgh-e Yek. Trakten runt Kūr Bolāgh-e Yek består till största delen av jordbruksmark.